# Pylint
pylint是一个Python代码风格的检查工具, 它依据的标准是Guido van Rossum的PEP8（页面存档备份，存于）。
pylint类似于PyChecker, 但提供了更多的功能, 如检查代码行的长度, 检查变量命名是否符合编码规范, 或检查声明的接口是否被真正的实现, 完整的检查功能请参见http://www.logilab.org/card/pylintfeatures（页面存档备份，存于）。
pylint的最大优势在于其高度的可配置化和可定制化，你可以很容易地写一个小插件添加个人功能。

## 用法示例
```
 pylint.bat --reports=n --include-ids=y --disable-msg=W0122,W0702 xlsconverter.py 
>
 lint_result.txt

```

其中：
- --reports=n 表示不产生输出报告
- --include-ids=y 表示输出的错误信息包含错误编号
- --disable-msg=W0122,W0702 表示W0122和W0702这两个警告信息被过滤掉了
- xlsconverter.py 是被检查的脚本
- 检查的结果被输出到了lint_result.txt中。